# Darrell Winfield
Darrell Hugh Winfield (ur. 30 lipca 1929 w Little Kansas, zm. 12 stycznia 2015 w Riverton) – amerykański model i kowboj.

## Życiorys
Darrell Hugh Winfield urodził się 30 lipca 1929 roku w Little Kansas w Oklahomie jako najstarszy z sześciorga dzieci Marion i Dapaleana Winfieldów. Rodzina Winfieldów przeniosła się z Oklahomy do Kalifornii, gdy miał sześć lat. Winfield dorastał w miasteczku Hanford.
W 1948 roku ożenił się z Lennie Spring, para miała sześcioro dzieci: Briana Winfielda, Janet Mendes, Nancy Eppler, Lisę Saunders, Debi Walters i Darlene Raymond. W 1968 roku rodzina przeniosła się do Pinedale w Wyoming, gdzie Winfield pracował na ranczu. Tam, w tym samym roku, został odkryty przez fotografów pracujących dla Leo Burnett, agencji reklamowej obsługującej koncern Philip Morris. Ta agencja prowadziła przez ponad dwie dekady kampanię reklamową Marlboro Man, której Winfield był jedną z głównych twarzy. Winfield był jedynym Marlboro Man, który naprawdę był kowbojem. Jak twierdził, na zdjęciach pojawiających się w kampanii ubrany był we własne stroje, nie nosił charakteryzacji i osobiście prowadził widoczne na ujęciach stada zwierząt.
Zmarł 12 stycznia 2015 roku Riverton w Wyoming, nie podano przyczyny śmierci, a jedynie informację, że była wynikiem przewlekłej choroby.